# James Simon
James Simon (29. září 1880 – 12. října 1944 Osvětim) byl německý skladatel židovského původu.

## Život
Německý skladatel, klavírista a muzikolog James Simon (29. září 1880 – po 12. říjnu 1944, datum deportace z Terezína do Osvětimi) se narodil v Berlíně v rodině židovského původu a byl zavražděn v koncentračním táboře Osvětim bezprostředně po deportaci z Terezína (1941–1944). Studoval na Musikhochschule v Berlíně hru na klavír u prof. C. Ansorge a skladbu u Maxe Brucha. V roce 1934 byl nucen opustit Německo, utekl do Curychu, dále pak do Amsterdamu, kde byl v roce 1944 zatčen a přesunut do Terezína. Přestože jeho klavírní díla, písně a jeho opera "Frau im Stein" (1918) byla publikována, mnoho jeho klíčových děl zůstává neznámo. Bývá označován jako tzv. "Lost Composer".
V roce 1938 odjel navštívit svou sestru Berthu Seligsohn (1882 – 4. února 1938, Tel Aviv) do tehdejší Palestiny, po svém příjezdu zjistil, že jeho sestra zesnula. V zármutku složil během dvou dnů lkavé Lamento pro violoncello a klavír. Bezprostředně po návratu do Evropy byl v Amsterdamu zatčen gestapem. Lamento Jamese Simona bylo v České republice premiérováno českým violoncellistou Františkem Brikciem a klavíristou Tomášem Víškem v rámci projektu "Weinberger Tour" 23. dubna 2007 ve Španělské synagoze v Praze.